# Fundulopanchax cinnamomeus
Fundulopanchax cinnamomeus är en fiskart som först beskrevs av Clausen, 1963.  Fundulopanchax cinnamomeus ingår i släktet Fundulopanchax och familjen Nothobranchiidae. IUCN kategoriserar arten globalt som starkt hotad. Inga underarter finns listade i Catalogue of Life.